# Лубниці-Круше
Лубниці-Круше (пол. Łubnice-Krusze) — село в Польщі, у гміні Колаки-Косьцельні Замбровського повіту Підляського воєводства.
Населення — 58 осіб (2011).
У 1975-1998 роках село належало до Ломжинського воєводства.

## Демографія
Демографічна структура станом на 31 березня 2011 року:
|          | Загалом | Допрацездатний вік | Працездатний вік | Постпрацездатний вік |
| -------- | ------- | ------------------ | ---------------- | -------------------- |
| Чоловіки | 34      | 9                  | 19               | 6                    |
| Жінки    | 24      | 4                  | 13               | 7                    |
| Разом    | 58      | 13                 | 32               | 13                   |